# 格里菲斯冰川
86°11′S 149°24′W / 86.183°S 149.400°W
格里菲斯冰川（英語：Griffith Glacier）是南極洲的冰川，流經加利福尼亞高原和沃森海崖，最終在麥克徹山和米克斯山之間注入斯科特冰川，該冰川以美國海軍少校命名。